# Asciodes
Asciodes és un gènere d'arnes de la família Crambidae.

## Taxonomia
- Asciodes denticulinea (Schaus, 1940)
- Asciodes gordialis Guenée, 1854
- Asciodes scopulalis Guenée, 1854
- Asciodes titubalis Möschler, 1890